# CHN分析装置

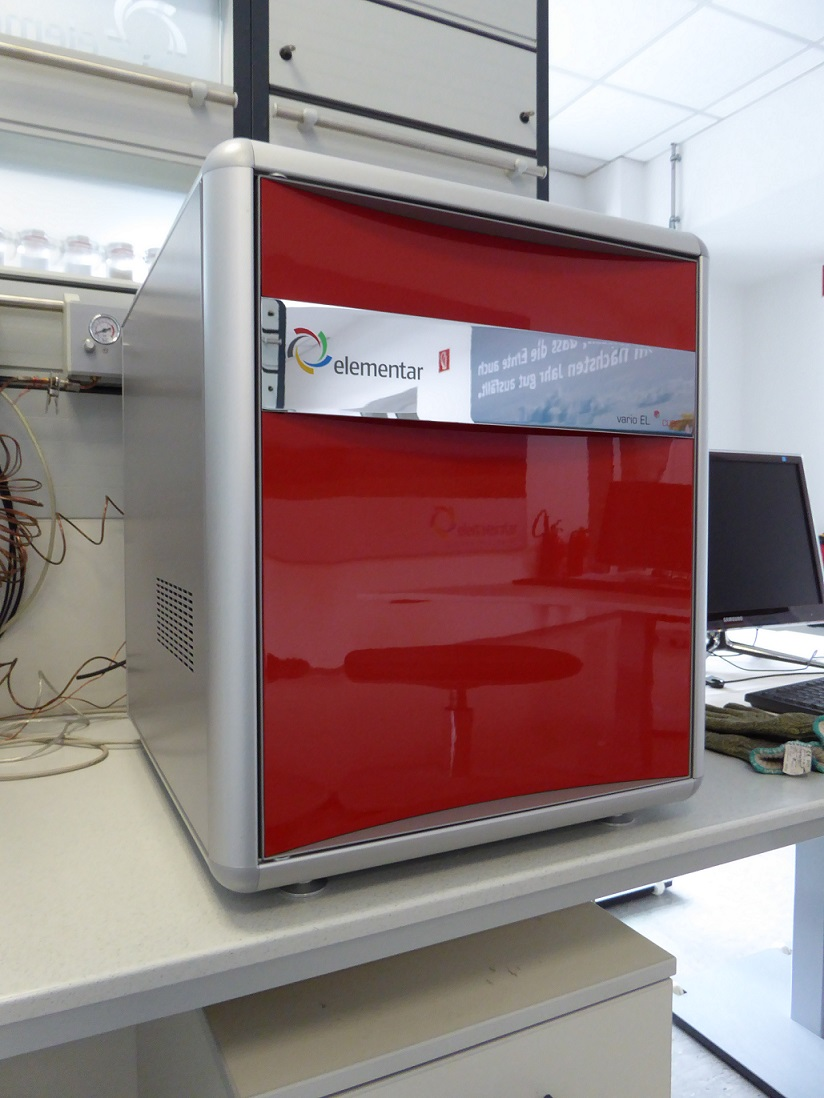
CHN分析装置（2011年）。

CHN分析装置（CHNぶんせきそうち、CHN Analyzer）とは、物質中に含まれる炭素（C）、水素（H）、窒素（N）の量を測定する装置のこと。
現在のCHN分析装置では、CHN以外にも酸素（O）、硫黄（S）、ハロゲンも分析できることが多い。
試料を酸素で燃焼させ、二酸化炭素（CO2）、水(H2O）、窒素酸化物（NOx）、二酸化硫黄（SO2）を発生させる。NOxは還元銅などで窒素（N2）へ還元する。ハロゲンは検出時に妨害となるため充填剤でとりのぞく。これらのガスを分離したのちに検出器に導入する。定量はアセトアニリドなどの標準物質との相対値から算出する。